# Vladimir Vnuk
Vladimir Vnuk (1978. november 23. –) szlovák nemzetközi labdarúgó-játékvezető.

## Pályafutása

### Nemzeti játékvezetés
2007-ben lett az I. Liga játékvezetője.

### Nemzetközi játékvezetés
A Szlovák labdarúgó-szövetség Játékvezető Bizottsága (JB) terjesztette fel nemzetközi játékvezetőnek, a Nemzetközi Labdarúgó-szövetség (FIFA) 2009-től tartotta nyilván bírói keretében. Több nemzetek közötti válogatott és klubmérkőzést vezetett, vagy működő társának 4. bíróként segített. FIFA JB besorolás szerint 3. kategóriás bíró. Válogatott mérkőzéseinek száma: 1 (2014).

## Magyar vonatkozás
| Időpont             | Helyszín             | Mérkőzés típusa              | Mérkőzés             | Eredmény | Nézők száma |
| ------------------- | -------------------- | ---------------------------- | -------------------- | -------- | ----------- |
| 2009. augusztus 12. | Népstadion, Budapest | felkészülési (841. mérkőzés) | Magyarország–Románia | 0 – 1    | 9000        |